# 浙江路桥
浙江路桥，俗称垃圾桥、老垃圾桥，是位于中国上海市区苏州河上的桥梁，桥南接黄浦区浙江中路，北连静安区浙江北路，为鱼腹式钢桁架结构桥梁。2014年，入选上海市文物保护单位。

## 历史

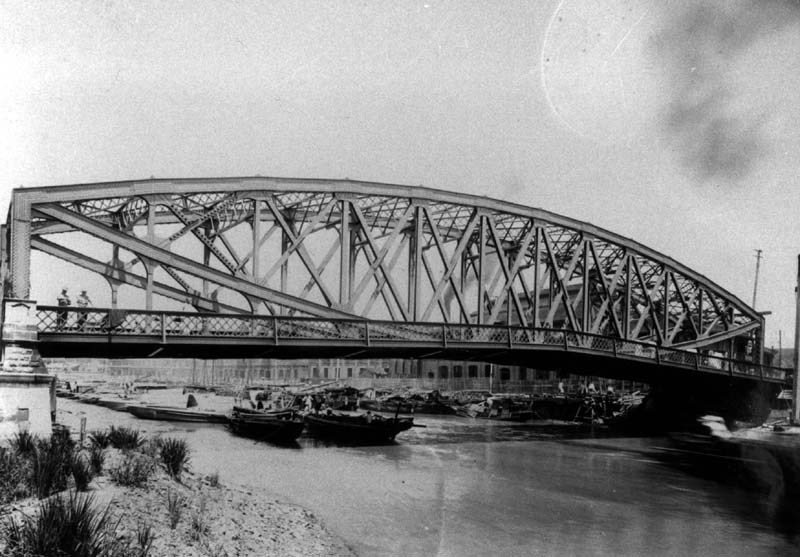
约1910年时的浙江路桥

清光绪六年（1880年），上海工部局在苏州河上建造浙江路步行木桥，因為橋建在一個堆放垃圾的码头旁，所以得名垃圾橋。光绪十三年（1887年），因原木桥已有毁损，遂将旧桥拆除，另建一座宽5.19米的新桥，桥仍为木结构。
光绪三十二年十月（1906年），工部局又拆去木桥，改建成鱼腹式简支梁钢桁架桥梁，下部结构为木桩基础重力式桥台，新桥长59.74米，宽13.9米。光绪三十四年（1908年）,桥上铺设单轨，通行英电5路、6路有轨电车。

## 修缮
民国13年（1924年），为使能够双向通行有轨电车，将单轨改为双轨，同时桥面由木板改为水泥混凝土桥面，人行道改铺预制水泥混凝土板，1942年正式命名为浙江路桥。民国35年（1946年），进行油漆养护。1954年，加宽桥台。1955年，加固横梁。1965年，桥体修理加固。1974年，加高桥台，升高桥面；拆除有轨电车轨道，改驶无轨电车；人行道改为非机动车道，两侧再加建人行道。1986年，全桥大修。1993年，加固非机动车道。1997年，桥梁加固设计、施工。2008年，桥梁加固、部件更换、除锈涂装、摊铺沥青，已于2009年1月完成。

## 现状
目前，浙江路桥为北向南机动车单向行驶桥梁，同时通行14路、15路无轨电车。